# Government Issue
I Government Issue sono una band hardcore punk formatasi nel 1980 a Washington, USA.

## Storia
La scelta del cantante John Stabb di astenersi dal consumo di droga e alcol, chiaro segno di influenze straight edge, ha fatto ritenere questa band appartenente a quest'ultimo filone dell'hardcore. Inizialmente la band esprimeva un suono molto hardcore e aggressivo, in seguito recepirono l'influenza di gruppi più melodici come i The Damned e virarono verso un melodic hardcore punk.
Il gruppo fu una delle prime realtà hardcore di Washington e vide infatti tra i suoi membri alcuni musicisti dei Minor Threat, fino allo scioglimento avvenuto nel 1989.
Il cantante John Stabb muore nel 2016 per un tumore dello stomaco.

## Formazione
- John Stabb Schroeder - voce
- Tom Lyle - chitarra
- Mitch Parker - basso
- Marc Alberstadt - batteria

## Discografia
- 1983 - Boycott Stabb
- 1984 - Joyride
- 1985 - The Fun Just Never Ends
- 1986 - Government Issue
- 1987 - You
- 1988 - Crash

### Compilazioni
- Faster & Louder: Hardcore Punk, Vol. 1